# Ramal de Ribeirão Bonito
Ramal de Ribeirão Bonito está situada em São Carlos e Ribeirão Bonito no estado de São Paulo, Brasil.

## História
O ramal foi construído pela Cia. Paulista e entregue em 10 de maio de 1892, utilizando-se de projeto da Cia. Rio Clarense. Ficava, em território dos dois municípios, e mais posteriormente a vários outros, indo até o município de Novo Horizonte com um total de 212,477 km de extensão. Foi fechado em 1964 e teve os trilhos erradicados em 1965. E tinha como objetivo escoar a produção de café e também transporte de deslocamento de pessoas para as cidades de todas essas regiões do estado.